# Nuricsán József
Nuricsán József (Szamosújvár, 1860. május 28. – Csorvás, 1914. szeptember 15.) gazdasági akadémiai tanár.

## Pályafutása
Budapesten szerzett vegyész diplomát 1883-ban. A Budapesti Egyetem kémiai intézetének, majd a Földmívelésügyi Minisztériumnak volt munkatársa. 1903-ban a Magyaróvári Királyi Gazdasági Akadémia kémiai tanszékének, s egyben a Vegykísérleti Állomásnak is vezetője lett, az MTA tag Kosutány Tamás helyére nevezték ki, akit az Országos Kémiai Intézet élére helyeztek. Az állomás elsődleges feladata a mezőgazdasági kémia fejlesztése volt, de emellett mezőgazdasági termékek és műtrágyák vizsgálatával is foglalkozott. Nuricsán József magyaróvári tartózkodása alatt a város egyik közkedvelt, színes egyéniségévé vált, aki lelkesen részt vett a helyi közéletben, és akit a Széchenyi Kör is elnökévé választott. 1913 januárjában őt is áthelyezték Budapestre az Országos Kémiai Intézethez, annak egyik vezető személyisége lett. A magyar szakoktatás és kutatás egyik kiemelkedő alakja volt, elsősorban vízkémiai kutatásai voltak jelentősek, de tanulmányozta az arzén méregtelenítésére alkalmas vegyi anyagokat, foglalkozott a fémek fizikai tulajdonságaival, a városi hulladékok hasznosításával és a szennyvizek felhasználásával is.